# Écueil
Écueil település Franciaországban, Marne megyében. Lakosainak száma 349 fő (2022. január 1.). Écueil Bezannes, Chamery, Marfaux, Nanteuil-la-Forêt, Pourcy, Sacy és Villers-aux-Nœuds községekkel határos.

## Népesség
A település népességének változása:
| Lakosok száma | 288  | 300  | 362  | 323  | 316  | 307  | 304  | 305  | 320  | 349  |
|               | 1968 | 1982 | 1990 | 2006 | 2013 | 2015 | 2017 | 2019 | 2020 | 2022 |